# Esfera de Bloch

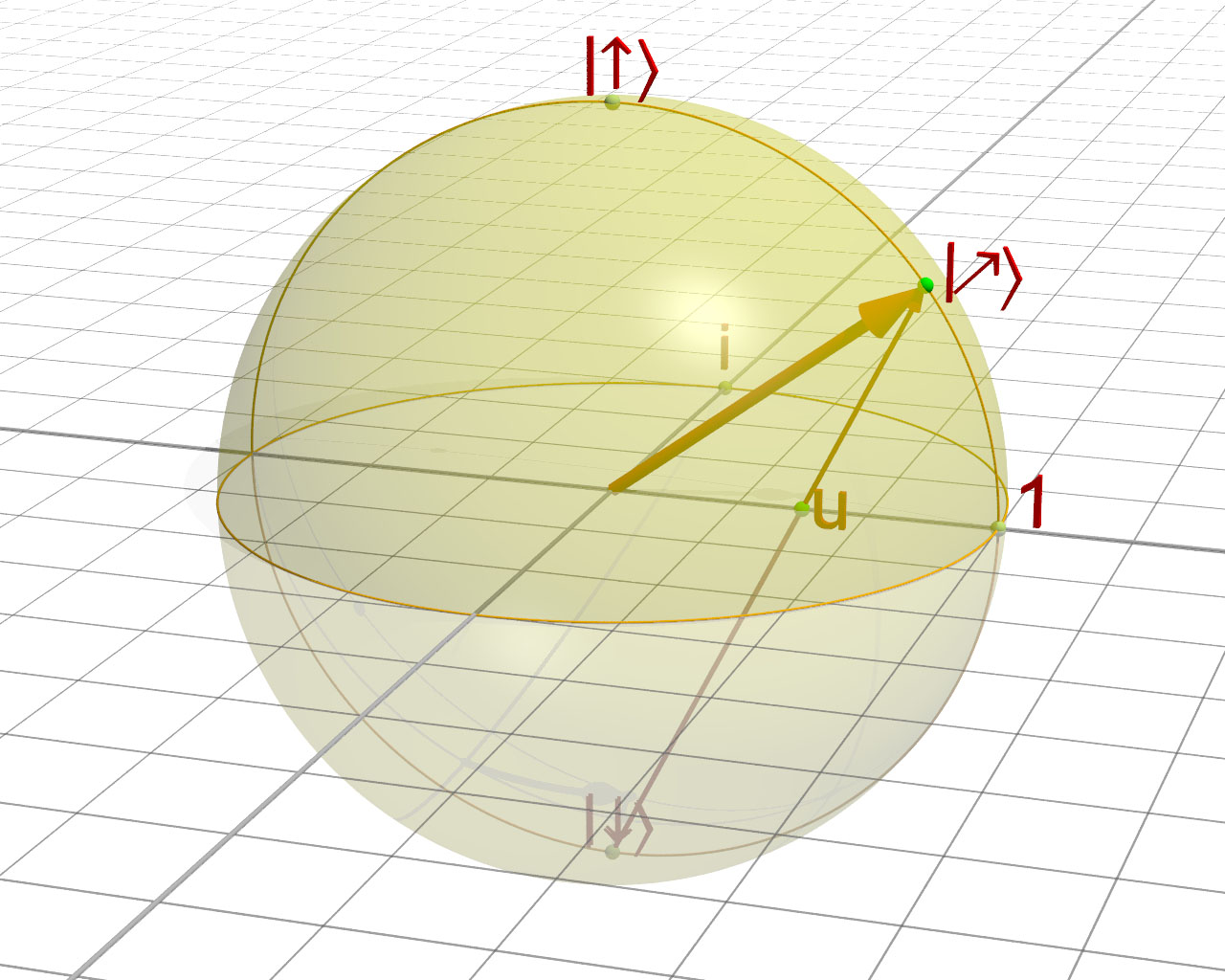
El estado de un sistema de dos niveles, como un espín 1/2 o más generalmente un qubit, se puede representar mediante un punto en una esfera.

En mecánica cuántica, la esfera de Bloch es una representación geométrica del espacio de estados puros de un sistema cuántico de dos niveles. Su nombre alude al físico suizo Felix Bloch. Por extensión, también suele llamarse esfera de Bloch al conjunto de estados puros de sistema física de un número finito arbitrario de niveles. En este caso, como se mostrará después, la esfera de Bloch ya no es una esfera, pero posee una estructura geométrica conocida como espacio simétrico.
Geométricamente la esfera de Bloch puede ser representada por una esfera de radio unidad en R3. En esta representación, cada punto de la superficie de la esfera corresponde unívocamente a un estado puro del espacio de Hilbert de dimensión compleja 2, que caracteriza a un sistema cuántico de dos niveles. 
Cada par de puntos diametralmente opuestos sobre la esfera de Bloch corresponde a dos estados ortonormales en el espacio de Hilbert, pues la distancia entre estos es 2, lo que de inmediato implica ortogonalidad. Como consecuencia forman una base del mismo. Tales estados resultan ser autovectores de la proyección del operador de espín ½ sobre la dirección que determinan los dos puntos. Dicho operador se expresa empleando las matrices de Pauli, y todo sistema cuántico de dos niveles puede equipararse al caso de espín ½.
El punto de coordenadas cartesianas (0,0,1) corresponde al autovector con autovalor positivo de la matriz de Pauli {\displaystyle \sigma _{z}}, mientras que el punto opuesto (0,0,-1) corresponde al autovector con autovalor negativo. En la terminología de computación cuántica, empleada al tratar los qubits, ambos estados se designan por {\displaystyle |0\rangle } y {\displaystyle |1\rangle } respectivamente. Estos estados en terminología de espín ½ pueden designarse por {\displaystyle |+\rangle } y {\displaystyle |-\rangle }, o “espín arriba” y “espín abajo”. 
Lo dicho para los puntos sobre el eje Z vale para los otros ejes empleando en cada caso la matriz de Pauli correspondiente.

## Definición

Esfera de Bloch.

Cualquier punto de la esfera de Bloch es un estado cuántico o qubit que se puede expresar como:

-
{\displaystyle |\psi \rangle =\cos(\theta /2)|0\rangle +e^{i\phi }\sin(\theta /2)|1\rangle }

Donde {\displaystyle \theta ,\phi } son números reales tales que {\displaystyle 0\leq \theta \leq \pi } y {\displaystyle 0\leq \phi \leq 2\pi }.

## Desarrollo

### El qubit
Un qubit se puede representar como una combinación lineal de los estados {\displaystyle \scriptstyle |0\rangle } y {\displaystyle \scriptstyle |1\rangle }, es decir: 

{\displaystyle |\psi \rangle =\alpha |0\rangle +\beta |1\rangle }

Donde tanto {\displaystyle \alpha } como {\displaystyle \beta } pueden ser números complejos, los cuales podemos escribir en forma exponencial:

{\displaystyle |\psi \rangle =\alpha |0\rangle +\beta |1\rangle =r_{\alpha }e^{i\phi _{\alpha }}|0\rangle +r_{\beta }e^{i\phi _{\beta }}|1\rangle }

Entonces hemos caracterizado el qubit en términos de cuatro parámetros reales.

### Invarianza respecto a la fase global
Sin embargo, las únicas cantidades medibles son las probabilidades {\displaystyle \scriptstyle |\alpha |^{2}} y {\displaystyle \scriptstyle |\beta |^{2}}, entonces multiplicar este estado por un factor arbirtrario {\displaystyle \scriptstyle e^{i\gamma }} (una fase global) no tiene consecuencias observables, ya que:

{\displaystyle |\alpha e^{i\gamma }|^{2}={\overline {(\alpha e^{i\gamma })}}(\alpha e^{i\gamma })=e^{-i\gamma }{\bar {\alpha }}(e^{i\gamma }\alpha )={\bar {\alpha }}\alpha =|\alpha |^{2}\,}

y de forma similar para {\displaystyle \scriptstyle |\beta |^{2}}. A esto se le conoce como invarianza con respecto a la fase global. Así, que podemos multiplicar libremente nuestro estado por {\displaystyle \scriptstyle e^{-i\phi _{\alpha }}}:

{\displaystyle |\psi '\rangle =e^{-i\phi _{\alpha }}|\psi \rangle =|\psi \rangle =r_{\alpha }|0\rangle +r_{\beta }e^{i(\phi _{\beta }-\phi _{\alpha })}|1\rangle =|\psi \rangle =r_{\alpha }|0\rangle +r_{\beta }e^{i\phi }|1\rangle }

Donde hemos usado {\displaystyle \scriptstyle \phi =\phi _{\beta }-\phi _{\alpha }}, reduciendo el número de parámetros a tres.

### Condición de normalización
Además, tenemos la condición de normalización {\displaystyle \langle \psi |\psi \rangle =1}. Si escribimos {\displaystyle r_{\beta }e^{i\phi }} en forma cartesiana, podemos escribir esta condición como:
{\displaystyle {\begin{array}{rcl}\langle \psi |\psi \rangle &=&1\\&=&|r_{\alpha }|^{2}+|x+iy|^{2}\\&=&r_{\alpha }^{2}+x^{2}+y^{2}\end{array}}}
Pero la ecuación {\displaystyle 1=r_{\alpha }^{2}+x^{2}+y^{2}} corresponde a una esfera unitaria en el espacio real {\displaystyle \mathrm {I} \!\mathrm {R} ^{3}} (x,y,{\displaystyle r_{\alpha }}).

### Coordenadas esféricas
Esto nos sugiere que se puede representar el estado {\displaystyle |\psi \rangle } como un punto sobre la superficie de esta esfera unitaria. Estos puntos se escriben en términos de los ángulos {\displaystyle \theta } y {\displaystyle \phi } como:

{\displaystyle {\begin{array}{rcl}x&=&\cos(\phi )\sin(\theta )\\y&=&\sin(\phi )\sin(\theta )\\z&=&\cos(\theta )=r_{\alpha }\end{array}}}

Sustituyendo esto en nuestro estado tenemos:

{\displaystyle {\begin{array}{rcl}|\psi \rangle &=&r_{\alpha }|0\rangle +(x+iy)|1\rangle \\&=&\cos(\theta )|0\rangle +(\cos(\phi )\sin(\theta )+i\sin(\phi )\sin(\theta ))|1\rangle \\&=&\cos(\theta )|0\rangle +\sin(\theta )e^{i\phi }|1\rangle \end{array}}}

### Ángulos medios
Notemos ahora que si {\displaystyle \scriptstyle \theta =0}, {\displaystyle \scriptstyle |\psi \rangle =|0\rangle }, y si {\displaystyle \scriptstyle \theta =\pi /2}, {\displaystyle \scriptstyle |\psi \rangle =e^{i\phi }|1\rangle }. Esta última expresión corresponde a los estados sobre el ecuador de nuestra esfera. Esto sugiere que en realidad basta {\displaystyle \scriptstyle 0\leq \theta \leq \pi /2} para tener todos los estados posibles.
Consideremos ahora un estado {\displaystyle |\psi '\rangle } que este en el lado opuesto de la esfera, que tenga coordenadas {\displaystyle (1,\pi -\theta ,\phi +\pi )}.

{\displaystyle {\begin{array}{rcl}|\psi '\rangle &=&\cos(\pi -\theta )|0\rangle +\sin(\pi -\theta )e^{i(\phi +\pi )}|1\rangle \\&=&-\cos(\theta )|0\rangle +\sin(\theta )e^{i(\phi +\pi )}|1\rangle \\&=&-\cos(\theta )|0\rangle -\sin(\theta )e^{i\phi }|1\rangle \\&=&-|\psi \rangle \end{array}}}

Es decir que todos los estados debajo del ecuador son el negativo de algún estado por encima del ecuador. Para no repetir los estados sobre la esfera, cambiamos la expresión

{\displaystyle |\psi \rangle =\cos(\theta )|0\rangle +\sin(\theta )e^{i\phi }|1\rangle }

por

{\displaystyle |\psi \rangle =\cos(\theta /2)|0\rangle +\sin(\theta /2)e^{i\phi }|1\rangle }

De tal manera que todos los puntos sobre la esfera corresponden a algún único estado distinto.

## Ayuda visual
Uno de los usos de la esfera de Bloch es el de visualizar la acción de diferentes puertas lógicas en computación cuántica, o la evolución temporal del estado de un sistema de dos niveles descrito por un hamiltoniano, como al estudiar los pulsos empleados en resonancia magnética nuclear. En ambos casos se debe estudiar la acción de una matriz unitaria 2x2, que siempre se puede descomponer como producto de operadores de rotación. 
Un operador de rotación se define por un eje y un ángulo de giro. La acción de un operador de rotación sobre el estado cuántico se traduce, en lo que se refiere al punto asociado al estado sobre la esfera de Bloch, en una rotación del punto respecto al eje de rotación en el ángulo de giro. Por ejemplo la puerta lógica cuántica que realiza la transformación de Hadamard, se describe por la matriz 

{\displaystyle H={\frac {1}{\sqrt {2}}}{\begin{pmatrix}1&1\\1&-1\end{pmatrix}}}

Sobre la esfera de Bloch la transformación de Hadamard equivale a una rotación de 90° en torno al eje Y, seguida de una rotación de 180° respecto al eje X. O también, de forma equivalente, a una rotación de 180° respecto al eje Z seguida de una rotación de 90° respecto al eje Y. Así puede comprobarse visualmente que la transformación de Hadamard lleva el punto de coordenadas cartesianas (1,0,0) al punto (0,0,1), lo que corresponde a la expresión analítica 

{\displaystyle H\left({\frac {1}{\sqrt {2}}}|0\rangle +{\frac {1}{\sqrt {2}}}|1\rangle \right)={\frac {1}{\sqrt {2}}}{\frac {1}{\sqrt {2}}}(|0\rangle +|1\rangle )+{\frac {1}{\sqrt {2}}}{\frac {1}{\sqrt {2}}}\left(|0\rangle -|1\rangle \right)=|0\rangle }

- Wikimedia Commons alberga una categoría multimedia sobre Esfera de Bloch.

- Datos: Q884593
- Multimedia: Bloch spheres / Q884593